# San Antonio de Chadmo
San Antonio de Chadmo es un caserío chileno de la comuna de Quellón, dentro de la provincia de Chiloé, perteneciente a la Región de Los Lagos. Está situado en el sureste de la Isla Grande de Chiloé a unos 25 km de Quellón —la ciudad más cercana— y a unos 74,6 km de Castro, capital provincial. Es orillado por el golfo de Corcovado y el río Chadmo. Según el Instituto Nacional de Estadísticas cuenta, al año 2017, con una población de 103 habitantes.

## Antecedentes
La localidad cuenta con varios sitios importantes, entre ellos la escuela Chadmu y jardín rayentu relmu, la capilla San Antonio de Chadmo y una cancha de fútbol propia.
El sector es conectado por la Ruta 5 y a su vez por el puente de nombre homónimo, además, la localidad se encuentra cercana también de Chadmo.